# Hernstein
Hernstein osztrák mezőváros Alsó-Ausztria Badeni járásában. 2022 januárjában 1552 lakosa volt. 

## Elhelyezkedése

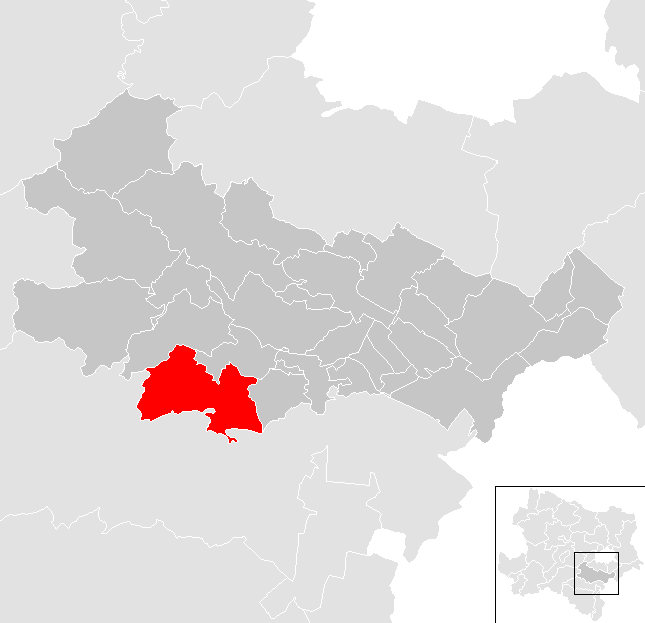
Hernstein a Badeni járásban

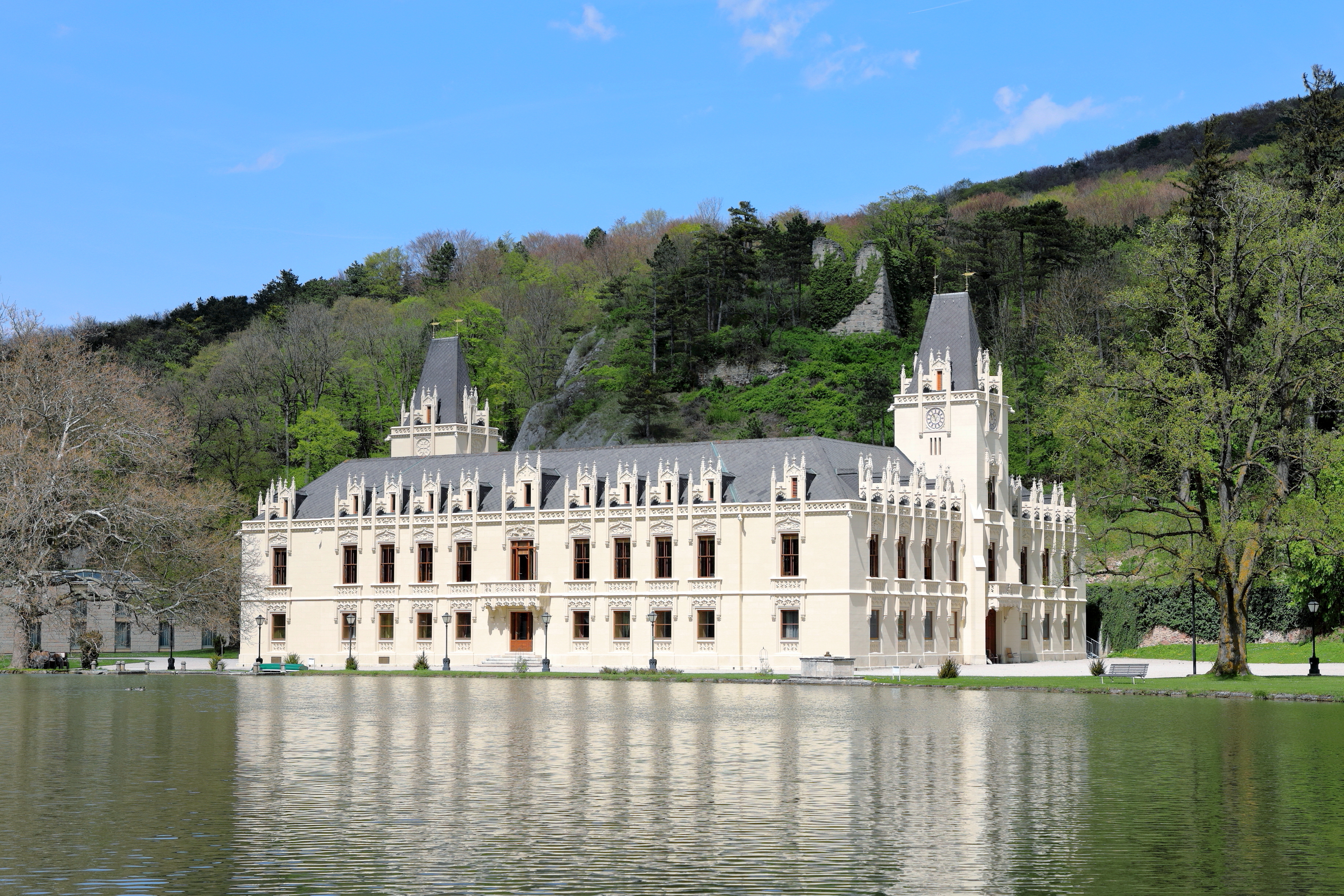
A hernsteini kastély

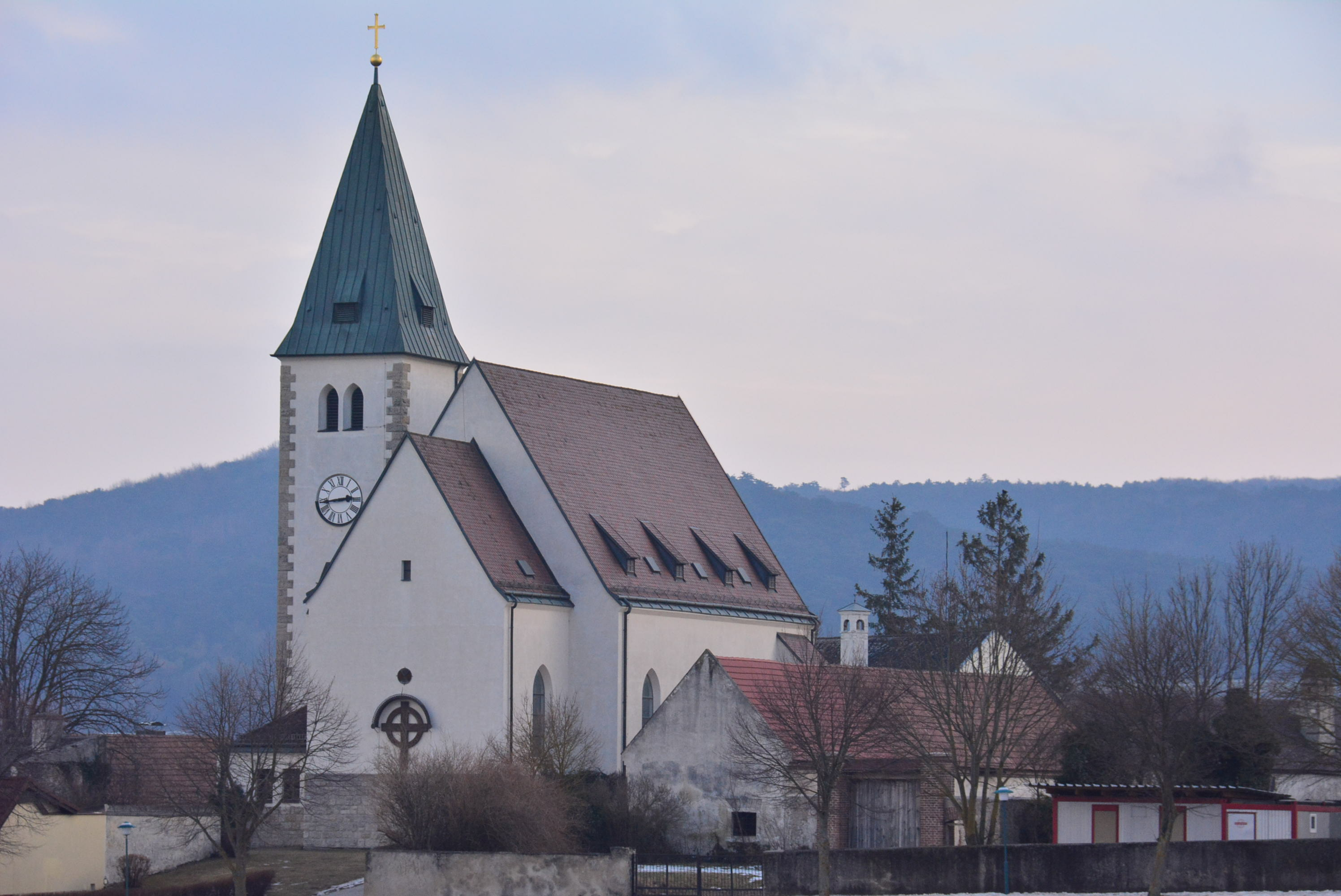
A grillenbergi Szt. Margit-plébántemplom

Hernstein a tartomány Industrieviertel régiójában fekszik, a Gutensteini-Alpok és a Bécsi-medence határán. Legmagasabb pontja a 841 m-es Große Rosenkogel. Területének 81%-a erdő, 14,4% áll mezőgazdasági művelés alatt. Az önkormányzat 7 települést és településrészt egyesít: Aigen (363 lakos 2022-ben), Alkersdorf (62), Grillenberg (391), Hernstein (476), Kleinfeld (44), Neusiedl (189) és Pöllau (27). 
A környező önkormányzatok: északra Pottenstein, északkeletre Berndorf, keletre Enzesfeld-Lindabrunn, délkeletre Matzendorf-Hölles, délre Markt Piesting és Wöllersdorf-Steinabrückl, délnyugatra Waldegg, nyugatra Pernitz.

## Története
Hernsteint a bajor Falkenstein grófok alapították. Első említése 1125-ből származik, amikor Reginold von Falkensteinről leírják hogy von Harrandisteinként is ismert. A család a 13. század közepén kihalt, Hernstein pedig a freisingi püspökséghez került. A kora újkorban gyakran cserélt gazdát.
Az 1938-as osztrák címjegyzék szerint Hernsteinben egy pék, egy kútásó, egy hentes, egy fodrász, két kocsmáros, három vegyeskereskedő, két fakereskedő, egy pótkávégyártó, egy édességkereskedő, két suszter, két trafikos, egy asztalos, egy ácsmester és több számos földműves élt. 
Hernsteint 1994-ben mezővárosi rangra emelték. 

## Lakosság
A hernsteini önkormányzat területén 2022 januárjában 1552 fő élt. A lakosságszám 1971 óta gyarapodó tendenciát mutat. 2020-ban az ittlakók 95,1%-a volt osztrák állampolgár; a külföldiek közül 1,5% a régi (2004 előtti), 3% az új EU-tagállamokból érkezett. 2001-ben a lakosok 84,1%-a római katolikusnak, 3% evangélikusnak, 1,8% ortodoxnak, 9,6% pedig felekezeten kívülinek vallotta magát. Ugyanekkor 6 magyar élt a mezővárosban; a legnagyobb nemzetiségi csoportot a németek (96,7%) mellett a szerbek alkották 10 fővel (0,7%).
A népesség változása:
| Lakosok száma | 1328 | 1556 | 1820 | 1471 | 1133 | 1191 | 1421 | 1540 | 1542 | 1567 |
|               | 1869 | 1890 | 1910 | 1939 | 1961 | 1981 | 2001 | 2016 | 2018 | 2021 |

## Látnivalók
- a hernsteini kastély
- Hernstein várának romjai
- a Szt. Lőrinc-plébániatemplom
- a grillenbergi Szt. Margit-plébániatemplom
- a gyantamúzeum

## Fordítás
- Ez a szócikk részben vagy egészben  a   Hernstein című német Wikipédia-szócikk ezen változatának fordításán alapul.  Az eredeti cikk szerkesztőit annak laptörténete sorolja fel. Ez a jelzés csupán a megfogalmazás eredetét és a szerzői jogokat jelzi, nem szolgál a cikkben szereplő információk forrásmegjelöléseként.